# Ван дер Харт, Микки
Микки ван дер Харт (нидерл. Mickey van der Hart; 13 июня 1994, Амстелвен, Нидерланды) — нидерландский футболист, вратарь южноафриканского клуба «Кейптаун Сити».
Внук выступавшего за «Аякс» и «Фортуну» Кора ван дер Харта.

## Клубная карьера
Ван дер Харт — воспитанник клуба АФК из Амстердама. В 2007 году перешёл в академию другого амстердамского клуба, «Аякса». В сезоне 2011/12 выиграл молодёжный Эредивизи и участвовал в международном турнире NextGen Series, в котором дошёл до финала, где проиграл «Интернационале» по пенальти 3:5. Руководители клуба заметили потенциал игрока и подписали с ним трёхлетний контракт. В 2012 году ван дер Харт удостоен награды «Талант года».
В начале сезона третий вратарь «Аякса» Йерун Верхувен покинул клуб, и сезон 2012/13 ван дер Харт начал в качестве дублёра Кеннета Вермера и Яспера Силлессена. Для получения игровой практики футболист выступал за молодёжную команду. 7 апреля 2013 года, в матче с «Хераклес» Вермер заработал красную карточку и в связи с этим получил дисквалификацию сроком на один матч. В это время Микки восстанавливался от травмы паха, поэтому оказался вне заявки, а его место занял Хил Крамер. Вместе с командой по итогу сезона стал победителем Эредивизи 2012/13.
В сезоне 2013/14 ван дер Харт по-прежнему занимал место третьего вратаря команды. 9 августа 2013 года Микки дебютировал в Эрстедивизи за «Йонг Аякс» в матче с «Осс», завершившемся поражением со счётом 0:2. Первый матч за основную команду голкипер сыграл 29 октября, во встрече Кубка Нидерландов с АСВХ. Команда одержала победу со счётом 4:1.
Летом 2014 года ван дер Харт на правах годичной аренды перешёл в «Гоу Эхед Иглз», где уже играли его одноклубники Ник де Бондт и Свен Ньивпорт. Состоявшийся 25 сентября 2014 года матч Кубка Нидерландов с «Фейеноордом» стал первой для Микки игрой за клуб. В этой встрече его команда проиграла — 0:2.
В июле 2015 года завершился контракт с клубом из Девентера, а позже истекло соглашение с «Аяксом». 14 августа 2015 года голкипер в качестве свободного агента переходит в ПЕК Зволле. Контракт заключён сроком на один год с опцией возможного продления. Дебютировал за клуб 24 сентября 2015 года в матче Кубка Нидерландов с «Фейеноордом». Встреча завершилась поражением со счётом 0:3.
24 августа 2022 года перешёл в «Эммен», подписав с клубом контракт до конца сезона 2022/23.
24 августа 2023 года подписал двухлетний контракт с клубом «Херенвен». 31 октября 2023 года дебютировал за клуб в матче первого раунда Кубка Нидерландов против ВВВ-Венло.

## Карьера в сборной
Выступал за сборные Нидерландов различных возрастов. 11 ноября 2011 года дебютировал за сборную до 18 лет в матче со сверстниками из Румынии. 7 сентября 2012 года провёл первую игру за юношескую сборную до 19 лет, сыграв против Греции. Принимал участие в юношеском и молодёжном чемпионатах Европы 2013 года.

## Достижения

### Командные
«Аякс»
- Чемпион Нидерландов (2): 2012/13, 2013/14
- Обладатель Суперкубка Нидерландов: 2013
- Финалист NextGen Series: 2011/12
- Победитель молодёжного Эредивизи: 2011/12

### Личные
- Талант года в «Аяксе»: 2011/12